# Mikuláš Harciník
Mikuláš Harciník (12. října 1918 – 1997) byl český a československý politik Komunistické strany Československa a poúnorový poslanec Národního shromáždění ČSR.

## Biografie
Ve volbách roku 1954 byl zvolen do Národního shromáždění ve volebním obvodu Liberec. Zvolen byl jako bezpartijní poslanec, později v průběhu výkonu mandátu uváděn jako člen KSČ. V parlamentu setrval až do konce funkčního období, tedy do voleb roku 1960.
K roku 1954 se profesně uvádí jako dílovedoucí v lanárně Železáren Antonína Zápotockého ve Vamberku. V květnu 1957 by zvolen předsedou MNV ve Vamberku.